# Leandro Mamut
Leandro Juan Hugo Mamut (La Plata, 31 de diciembre de 2003) es un futbolista profesional argentino que juega como mediocampista ofensivo en Gimnasia y Esgrima La Plata.

## Trayectoria
Leandro Mamut comenzó su carrera a los cuatro años en el Club Las Malvinas de La Plata, antes de su salida a la Asociación Deportiva Anunciación de Fútbol Infantil (ADAFI) en 2013. Tres años después, Mamut puso rumbo a Gimnasia y Esgrima.
Firmó su primer contrato profesional el 27 de enero de 2020 a los dieciséis años. En enero de 2022 renovó contrato hasta diciembre de 2024.
Mamut, que entretanto aparecería de forma no competitiva, dio el salto al fútbol profesional poco más de doce meses después, el 19 de febrero de 2021, cuando apareció en el banco de relevos en un partido de la Copa de la Liga Profesional contra Talleres.
Es en este partido donde hizo su debut profesional, ya que reemplazó a Matías Miranda en el tiempo de descuento en la victoria por 3-0.

## Vida personal
Leandro Mamut proviene de una familia de boxeadores aficionados, siendo el único de ocho hermanos que eligió el fútbol a una edad temprana.
Su padre falleció en un accidente de motocicleta el 11 de marzo de 2014.

## Clubes
| Club                        | País      | Año         |
| --------------------------- | --------- | ----------- |
| Gimnasia y Esgrima La Plata | Argentina | 2021 - Act. |

## Estadísticas
Actualizado al 8 de septiembre de 2023 (según transfermarkt.com.ar)

| Gimnasia y Esgrima La Plata Argentina | 1.ª                 | 2021                | 0  | 0 | 1 | 0 | — | — | 1  | 0 |
| Gimnasia y Esgrima La Plata Argentina | 1.ª                 | 2023                | 10 | 0 | 0 | 0 | 2 | 0 | 12 | 0 |
| Gimnasia y Esgrima La Plata Argentina | Total               | Total               | 10 | 0 | 1 | 0 | 2 | 0 | 13 | 0 |
| Total en su carrera | Total en su carrera | Total en su carrera | 10 | 0 | 1 | 0 | 2 | 0 | 13 | 0 |
| (1) La copa nacional se refiere a la Copa Argentina y Copa de la Liga Profesional . (2) La copa internacional se refiere a la Copa Sudamericana. |                     |                     |    |   |   |   |   |   |    |   |